# Quintessa Swindell
Quintessa Swindell (8 de febrero de 1997) es un actor estadounidense que se destaca por interpretar a Tabitha Foster en el drama adolescente Trinkets de Netflix y por interpretar brevemente a Anna en la serie de HBO Euphoria. También interpreta a Maxine Hunkel/Cyclone en la película de superhéroes de 2022 Black Adam.

## Carrera
Swindell hizo su debut en la actuación en 2019, cuando interpretó a Anna en la serie de televisión de HBO, Euphoria, en el episodio «The Trials and Tribulations of Trying to Pee While Depressed». El mismo año, interpretó un papel principal en el drama adolescente de Netflix, Trinkets como Tabitha Foster. En 2021 Swindell protagonizó la película Voyagers, junto con Colin Farrell y Tye Sheridan. En diciembre de 2020, fue elegida para el papel de Cyclone en la película del Universo extendido de DC, Black Adam, protagonizada por Dwayne Johnson.

## Vida personal
Swindell nació y se crio en Virginia. Es una persona no binaria y utiliza el pronombre neutro they equivalente al pronombre elle en español.

## Filmografía

### Cine
| Año  | Título                       | Papel   | Notas |
| ---- | ---------------------------- | ------- | ----- |
| 2021 | Voyagers                     | Julie   |       |
| 2021 | Granada Nights               | Amelia  |       |
| 2022 | Black Adam                   | Cyclone |       |
| 2022 | Master Gardener              | Maya    |       |
| 2025 | Final destination bloodlines | Amelia  |       |

### Televisión
| Año       | Título       | Papel          | Notas                                                                    |
| --------- | ------------ | -------------- | ------------------------------------------------------------------------ |
| 2019      | Euphoria     | Anna           | Episodio: «The Trials and Tribulations of Trying to Pee While Depressed» |
| 2019-2020 | Trinkets     | Tabitha Foster | Papel principal                                                          |
| 2021      | In Treatment | Laila          |                                                                          |